# Otto Rosing
 Der er flere personer med dette navn, se Otto Rosing (forfatter).
Otto Rosing (født 9. marts 1967) er en dansk-grønlandsk filminstruktør opvokset i Ilullissat, og senere bosat i Nuuk. 
I samarbejde med filminstruktør Torben Bech har Otto Rosing instrueret grønlands første internationale spillefilm Nuummioq som blev indstillet til hovedprisen på Sundance International Filmfestival 2010. Otto Rosings yngste bror Lars Rosing spiller hovedpersonen Malik i Nuummioq.
Otto Rosing har også instrueret dokumentarfilmen Den evige flyver et portræt af kunstneren Jens Rosing. samt den grønlandske komediefilm fra 2019 Ukiutoqqami Pilluaritsi (Krudt & Kærlighed)
Er medlem af det europæiske filmakademi 

## Filmografi
- Den evige flyver (2004) - dokumentarfilm
- Nuummioq (2010)
- Ukiutoqqami Pilluaritsi (Krudt & Kærlighed) (2019)
- Grønlands hvide guld- instrueret sammen Claus Pilehave (2025)